# 버르치 커터
버르치 커터(Bartsch Kata, 1979년 11월 22일 ~ )는 헝가리의 배우이다.